# Guimaras

Guimaras

Guimaras – wyspa i prowincja na Filipinach, położona pomiędzy wyspami Panay i Negros w regionie Western Visayas.
Poprzez cieśniny od północy graniczy z prowincją Iloilo, a od południa z prowincją Negros Occidental. Powierzchnia: 604,6 km². Liczba ludności: 151 238 mieszkańców (2007). Gęstość zaludnienia wynosi 250,1 mieszk./km². Stolicą prowincji jest Jordan.
W latach 1942–1945 wyspa była okupowana przez Japończyków, a następnie wyzwolona podczas Bitwy o Guimaras.